# 藤井宗茂
藤井 宗茂（ふじい むねしげ、? - 享保18年8月22日（1733年9月29日））は、江戸時代前期の武士。赤穂藩浅野氏の家臣。800石。主家改易後は越中浪人のち播磨農民。通称は又左衛門、のちに左門。

## 生涯
赤穂藩内では主席家老・大石良雄に次ぐ上席家老であり、藩主が参勤交代で江戸へ出る際には、末席家老の大野知房と交代でどちらかが御供して江戸へ向かい、どちらかが在藩していたという。なお、松の廊下の刃傷事件があった際には、藤井が江戸にあり大野が赤穂にあった。
元禄15年（1701年）江戸家老安井彦右衛門とともに勅使饗応役の主君浅野長矩を補佐したが、馳走にかかる費用を倹約しようとするなど不手際が多く、それが赤穂事件の一因ともなった。
3月14日の長矩による殿中刃傷後に切腹、浅野家が改易されると暴徒が赤穂藩の各屋敷に乱入し、浅野本家の広島藩からも警護のものが派遣されている。宗茂は3月16日に屋敷を立ち退き、鉄砲洲上屋敷近くの築地飯田町（現在の中央区築地7丁目東部あたり）に安井彦右衛門や用人石槽勘左衛門（150石役料20石）・藩大目付早川宗助（200石役料10石）らと暮らしていた。堀部武庸ら江戸急進派から仇討ちの義盟への参加を求められるも加わらなかった。
その後、知己であった越中国富山藩前田家（加賀国金沢藩前田家の分家）の家臣金森八三衛門（山林見回り奉行）を頼り、越中国射水郡小杉村に身を寄せ、藤井左門と称した。大手崎村の豪農赤井屋九郎平の娘を妻に娶り、その間に二男一女をもうけた。なお、長男・藤井直明は勅使饗応に失態した主君の家老だった父を批判して絶縁された。京に出奔して尊王論者となったが明和事件に連座している。
直明の手記によると彼の出奔前に、父・宗茂は小杉村から播磨国の網干に移住して帰農した。享保18年（1733年）8月22日に死去したとされている。兵庫県明石市竜門寺に墓が残る。

## 顕彰
藤井宗茂の屋敷および隣の焼失した大石良雄邸跡地には、大正元年（1912年）に赤穂大石神社が建造されており、宗茂も境内の摂末社に屋敷神として祀られた。

## 創作・脚色
- 忠臣蔵などの創作では、吉良義央に鰹節一本だけを贈って呆れられる吝嗇で無能な家老として描かれる場合が多い。「かつお武士道」と皮肉を言われるのは脚色に過ぎない。
- 史実でも浅野長矩の切腹後に、赤穂藩邸が町人や浪人に襲われている事などから[2]、江戸での評判は芳しくなかったと思われる。